# حمام شاه علی
حمام شاه علی مربوط به دوره صفوی است و در اصفهان، خیابان عبد الرزاق، محله جماله واقع شده و این اثر در تاریخ ۱۱ مرداد ۱۳۷۶ با شمارهٔ ثبت ۱۹۰۴ به‌عنوان یکی از آثار ملی ایران به ثبت رسیده‌است.